# Anna Eshoo
Anna Georges Eshoo (New Britain, 13 december 1942) is een Amerikaans politica van de Democratische Partij. Eshoo zetelt sinds 1993 in Huis van Afgevaardigden namens Californië.

## Biografie
Anna Eshoo werd in Connecticut geboren en heeft Assyrische en Armeense voorouders. Haar vader, Fred Georges, was een juwelier en horlogemaker. Ze heeft een broer en een zus.
Van 1963 tot 1966 werkte ze voor de aluminiumproducent Alcoa en van 1966 tot 1970 voor de Arcata National Corporation. Eshoo behaalde in 1975 een associate of arts-diploma in Engels aan het Cañada College, een community college in Redwood City (Californië).
Anna Eshoo is lid van de Chaldeeuws-Katholieke Kerk. Ze is gescheiden en heeft twee kinderen.

### Politieke loopbaan
Van 1978 tot 1982 vervulde Eshoo verschillende functies in lokale en nationale afdelingen van de Democratische Partij en als stafchef van Leo T. McCarthy, voorzitter van het California State Assembly. Van 1982 tot 1992 zat Eshoo in het bestuur van San Mateo County. 
Anna Eshoo deed in 1988 al eens mee aan de verkiezingen voor het Huis in het toenmalige 12e district, maar verloor van Tom Campbell. In 1992 geraakte ze verkozen in het hertekende, nu 14e district dat Silicon Valley omvatte. Nadat de California Citizens Redistricting Commission de congresdistricten herindeelde conform de resultaten van de volkstelling van 2010, kwam Eshoo in 2012 in het hertekende 18e congresdistrict van Californië op, dat delen van Silicon Valley en de Stille Oceaankust omvat. Ze haalde het van haar Republikeinse rivaal met 70,5% van de stemmen.
Afgevaardigde Eshoo is lid van een groot aantal caucuses en werkgroepen van het Amerikaans Congres. Eshoo zetelt tevens in het House Committee on Energy and Commerce. Eshoo is het enige congreslid van Assyrische origine en een van de twee Armeense congresleden.